# عبد الله الطويل
عبد الله بن صالح علي الطويل (1921 - 2001) شاعر وخطيب سعودي ولد في قرية بني معن في الإحساء بالمملكة العربية السعودية. طبع له ديوان بعنوان (النهر السلسبيل من شعر عبد الله الطوبل) .
عاش بداية طفولته مع والديه وأخذ عن أمه تعاليمه الدينية، حيث كانت إحدى (ملايات) القرية، أما والده فقد اشتهر بالغوص في بحر الخليج وكان يأمل في أن يكون له عوناً في مهنة الغ وص إلا أنه وبحكم ضعف بنيته الجسمية وكثرة أمراضه لم يتحمل ذلك فأوكله والده إلى أمه كي ترعاه وتدخله الكتاتيب، فتعلم القراءة والكتابة عند السيد أحمد النحوي، وتعلم القرآن الكريم عند أم الشيخ محمد العطية، وبعد أن أصبح في سن الاعتماد على نفسه، التحق بالعمل لدى شركة أرامكوا السعودية 1945م، وعمل على فترات متقطعة، حيث كان يخرج ويعود إلى الشركة حتى استقر فيها إلى نهاية الخدمة.
كان الشعر يمثل معظم حياته حيث كان يقول : لقد ناضلت جداً في سنين عمري لكي أتحصل على المعلومة والمعارف الأدبية والدينية والثقافية بشتى مجالاتها، وكنت استعير الكتب من معلمي السيد أحمد ومن الشركة لاحقاً إلى أن بدأت أكون مكتبتي الخاصة التي فاقت الـ 1700 كتاب وكتيب.. لكن ضغوط الحياة وصعوبة المعيشة هي التي جلعت حصة الشاعر (كما يقول عن نفسه) في الشعر قليلة. المتتبع لشعره وقصائده يجده قد أثري الساحة بشتى صنوف الشعر حتى أنه اشتهر بقدرته على الارتجال في الشعر لقصائد طويلة. فكتب الشاعر في (أهل البيت عليهم السلام و في الوطن والمجتمع والهزليات والمراسلات) بالفصحى والعامية، عاش وسط أهالي الأحساء يتنقل من مجالسهم إلى محافلهم يروي طمأهم شعراً.